# 三結
三結（さんけつ、巴: tīni saṃyojanāni, ティーニ・サンヨージャナーニ）とは、仏教において、預流果を得ると断たれる3つの煩悩の総称。「結」（けつ、巴: saṃyojana, サンヨージャナ）とは「束縛」のことであり、「三結」は「3つの束縛」を意味する。
三結の内容は、以下の通り。
1. 有身見（うしんけん、巴: sakkāya-diṭṭhi） - 五蘊を自己とみなす見解[1]
2. 疑（ぎ、巴: vicikicchā） - 教義への疑い
3. 戒禁取（かいごんしゅ、巴: sīlabbata-parāmāsa） - 誤った戒律・禁制への執着

## 有身見
Katamañca bhikkhave, sakkāyo: Pañcupādānakkhandhātissa vacanīyaṃ,

Katame pañca, Seyyathīdaṃ: rūpūpādānakkhandho vedanūpādānakkhandho saññūpādānakkhandho saṃkhārūpādānakkhandho viññāṇūpādānakkhandho. Ayaṃ vuccati bhikkhave, sakkāyo.
比丘たちよ、有身とは何か？ それは五つの取蘊である。

いかなる五か？　色取蘊、受取蘊、想取蘊、行取蘊、識取蘊である。比丘たちよ、これが有身である。
—パーリ仏典, 相応部蘊相応 有身経, Sri Lanka Tripitaka Project
有身見（巴: sakkāya-diṭṭhi、梵: satkāyadṛṣṭi、蔵: 'jig tshogs la lta ba）、我見（がけん）とは、sat (存在) + kāya (身体) + diṭṭhi (見) であり、五悪見のひとつとされている。
一般的には「個々の自我に対する信念」や、単に「自己観」とされ、「我（アートマン; attan）が恒久的な存在であるという蘊の信条」である。仏教ではアートマンが無常であるという無我（アナッタン）の立場を取るためである。
パーリ経典では、釈迦は以下のように有身見を記載している。

では比丘たちよ、どのようなものが捨てられるべき煩悩であるのか？

比丘たちよ、ここに（法の教えを聞いていない）庶民の人がいるとする。 ..(中略)..彼らはこのように不適切に考える。
- 私は過去に存在したのか？ 過去の私は何物だったのか？
- 未来に私は存在するのか？　未来の私は何物となっているか？
- 私は何物なのか？　私はどのようであるか？
- 私はどこから来たのか？　私はどこへ行くのか？

このような間違った方法で考えるものは、これら6つの見解に至る。
- 私には我（アートマン）がある
- 私には我がない
- 私が我と知覚しているもの、それが我（アートマン）である
- 私が我と知覚しているもの、それは我ではない
- 私は無我によって、私の我を知覚する
- いま語り感受している私こそが我であり、私の我は恒常であり、不変であり、永久に存在する（常見）

比丘たちよ、これらは、悪見、見の密林、見の荒野、見の曲芸、見による狂乱、見による結束と呼ばれている。
—パーリ仏典, 中部 一切漏経, Sri Lanka Tripitaka Project
法蘊足論では「五取蘊に対して我・我所の想を起すことにより忍・楽・慧・観・見を生じること」、 界身足論では「五取蘊を随観して、我・我所を把握して忍・楽・慧・観・見を生じること」と述べられている 。

### 二十有身見
二十有身見、二十身見とは、五蘊（色蘊、受蘊、想蘊、行蘊、識蘊）について、それぞれ「この蘊が我である」「我とはこの蘊である」「蘊があるため、その中に我がある」「我があって、その中に蘊があるる」との見を持つこと。

諸比丘！ ..(中略).. 愚癡無聞凡夫見色是我、異我、我在色、色在我；

見受、想、行、識，是我、異我、我在識、識在我。
比丘たちよ、..(中略).. 愚かで無知な人々はこう考える、色が我である、我とは色のことである、私の中に色がある、色の中に私がいる。

受、想、行、識もそう考える。識が我である、我とは識のことである、私の中に識がある、識の中に私がいると。
—雜阿含経, 109

## 四向四果における三結
| 四向四果 (解脱の10ステップ, パーリ経蔵による) | |              |                               |
| 到達した境地(果位)                            | 解放された結                                                                                           | 解放された結 | 苦が終わるまでの輪廻          |
| 預流                                          | 1. 有身見 (我が恒久であるという信条) 2. 疑（教えに対しての疑い） 3. 戒禁取（誤った戒律・禁制への執着） | 下分結       | 最大7回、欲界と天界を輪廻する |
| 一来                                          | 1. 有身見 (我が恒久であるという信条) 2. 疑（教えに対しての疑い） 3. 戒禁取（誤った戒律・禁制への執着） | 下分結       | 一度だけ人として輪廻する      |
| 不還                                          | 4. 欲への執着（欲愛） 5. 憤怒（瞋恚, パティガ）                                                        | 下分結       | 欲界及び天界には再び還らない  |
| 阿羅漢                                        | 6. 色貪 7. 無色貪 8. 慢, うぬぼれ 9. 掉挙 10. 無明                                                     | 上分結       | 三界には戻らず輪廻から解放    |